# バルザノ
バルザノ（伊: Barzanò）は、イタリア共和国ロンバルディア州レッコ県にある、人口約5,000人の基礎自治体（コムーネ）。

## 地理

### 位置・広がり
レッコ県南西部のコムーネ。県都レッコから南南西へ15kmの距離にある。

#### 隣接コムーネ
隣接するコムーネは以下の通り。
- バルザーゴ
- カッサーゴ・ブリアンツァ
- クレメッラ
- モンティチェッロ・ブリアンツァ
- シルトリ
- ヴィガノ

### 気候分類・地震分類
気候分類では、zona E, 2595 GGに分類される。
また、イタリアの地震リスク階級 (it) では、zona 3 (sismicità bassa) に分類される。

## 行政

### 分離集落
バルザノには、以下の分離集落（フラツィオーネ）がある。
- Cascina Gallo, Cassinetta, Dagò, San Feriolo, Torricella, Villanova

## 人物

### ゆかりの人物
- ルチアーノ・マナーラ（イタリア語版） - イタリア統一運動家。ローマ共和国（1849年）で活動。ミラノ生まれ、当地に墓がある。

## 姉妹都市
- Mézières-en-Brenne、フランス 1990年